# Phyllachora bullata
Phyllachora bullata är en svampart som först beskrevs av Syd. & P. Syd., och fick sitt nu gällande namn av Franz Petrak 1934. Phyllachora bullata ingår i släktet Phyllachora och familjen Phyllachoraceae.   Inga underarter finns listade i Catalogue of Life.